# Бібліотекознавство і бібліографія
Бібліотекознавство і бібліографія – міжвідомчий науково-методичний збірник заснований Харківським державним інститутом культури (нині академія) у 1964 році. Випуски 1–15 вийшли під назвою «Бібліотекознавство та бібліографія» (видавець — Книжкова палата України); випуски 16–31 мали назву «Бібліотекознавство і бібліографія» (видавництво «Вища школа» (згодом — «Основа») при Харківському державному університеті ім. В. Н. Каразіна).

## Тематика та структура
Тематика збірника представляє широкий спектр теоретико-методологічних, історичних, методичних, організаційних та інших проблем бібліотекознавства та суміжних галузей. У збірнику публікувалися наукові дослідження в галузі бібліотекознавства, бібліографії та книгознавства, що впроваджувалися в бібліотеках України та в Харківському державному інституті культури. Розглядалися проблеми створення єдиної мережі бібліотек, комплектування фондів, диференційованого обслуговування читачів, бібліотечно-бібліографічного забезпечення інформаційних потреб спеціалістів різних галузей, автоматизації та механізації бібліотечних процесів тощо. Низку статей присвячено історії розвитку бібліотечної справи, історії великих наукових бібліотек України, а також огляди видань творів українських письменників (Т. Шевченка, І. Нечуя-Левицького, М. Коцюбинського, І. Франка, П. Грабовського, Лесі Українки).
Перші випуски збірника складалися із трьох розділів: Теорія та методика; З досвіду роботи; Історія. Книгознавство. Згодом його зміст було деталізовано. Так, останній, 31-й випуск мав таку структуру: Бібліотечно-бібліографічна діяльність; Організація бібліотечної справи; Бібліотечні фонди; Бібліотечні кадри; Історія бібліотечної справи і бібліографії.
У 1992 році вийшов 31-й, останній випуск збірника. Видання припинило своє існування з фінансових причин. З 1999 року його наступником є «Вісник Харківської державної академії культури».

## Редакційна колегія
До редакційної колегії збірника за всю історію видання фахових наукових видань  вперше увійшли не лише викладачі ХДІК, а й представники інших бібліотечних установ України: Одеська державна наукова бібліотека ім. О. М. Горького, Харківська державна наукова бібліотека імені В. Г. Короленка, Донецька ОУНБ, Державна історична бібліотека України, Книжкова палата України.
Відповідальними редакторами в різні часи були: М. Демченко (1964—1970 рр., вип. 1–9), Є. Тамм (1971—1991 рр., вип. 10–30), В. Удалова (1992 р., вип. 31).
Членами редакційної колегії тривалий час були: В. Бабич, О. Ботушанська, В. Витяжков, І. Вовченко, С. Волкова, І. Каганов, А. Кобзаренко, П. Коломієць, Н. Колосова, І. Корнєйчик, А. Корнієнко, Н. Королевич, Л. Макаренко, Ю. Медведєв, В. Навроцька, Л. Одинока, М. Пасічник, З. Печенізька, В. Туров, Н. Фрідьєва та ін.